# Łupstych (Olsztyn)
Łupstych (lub Łupsztych - nazwa nieoficjalna) – dawna wieś (niem. Abstich), obecnie część dzielnicy administracyjnej Gutkowo w Olsztynie.
Położona w zachodniej części miasta nad Jeziorem Ukiel. Osiedle składa się głównie z zabudowy wiejskiej (miasto wchłonęło część wsi Łupstych).
Przez osiedle przebiega ulica Żurawia będąca główną, a zarazem jedyną drogą biegnącą w kierunku właściwej części Gutkowa. Od ulicy Żurawiej odchodzi też kilka innych ulic (Czapli, Perkoza, Cyranki, Rybitwy, Czajki, Orła Białego). Do osiedla można się też dostać od strony DK16 ulicą Perkoza. Jak widać, nazwy ulic na osiedlu mają za swoich patronów ptaki.
Przez Łupstych przebiega trasa czarnego szlaku im. Alojzego Śliwy oraz szlak świętego Jakuba.

## Historia
Wieś odnotowana już w 1380 r. (Abestichen). W późniejszych latach w dokumentach zapisywana pod nazwami Abestich (1518), Abstich (1564), Abstyck (1673).

## Komunikacja
Do Łupstychu kursowały autobusy linii nr 7 obsługiwane przez MPK Olsztyn, podjeżdżające od strony Dajtek (wariantowe kursy).